# Jeugdschaakclub Op Eigen Wieken

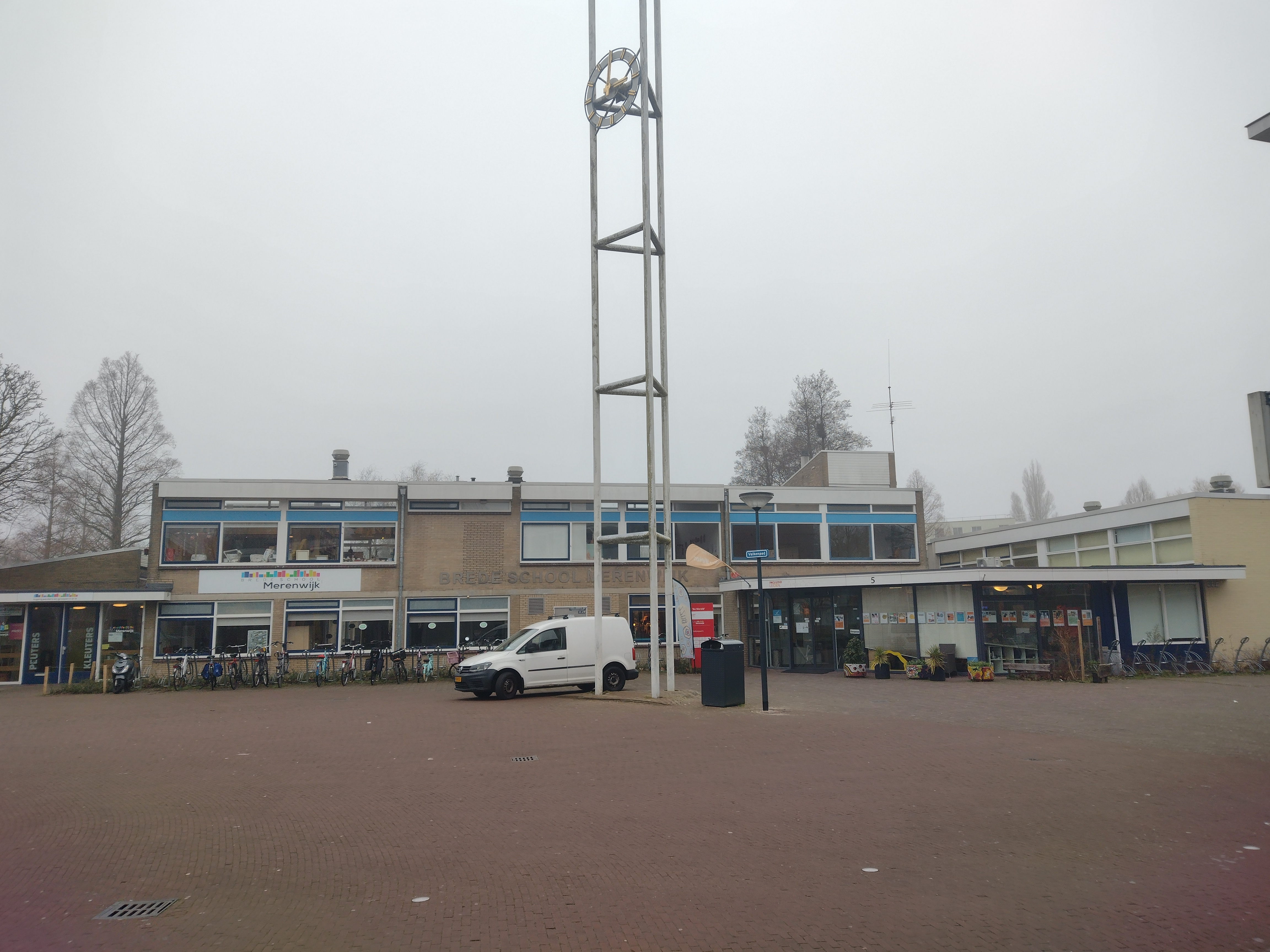
Gebouw waarin de club speelt

Jeugdschaakclub Op Eigen Wieken (afgekort 'OEW') is een Nederlandse jeugdschaakclub in de Merenwijk in  Leiden. De schaakclub is onderdeel van de Leidse Schaakbond. Op Eigen Wieken is opgericht in 1981. In maart 2024 telde OEW ongeveer 130 actieve jeugdleden in de leeftijd van 5 tot 16 jaar.
Wekelijks worden schaaklessen en trainingen gegeven gebruikmakend van de Stappenmethode. Ook spelen de leden wekelijks een interne competitie. Daarnaast vinden er diverse activiteiten plaats, zoals:
- Grand Prix schaaktoernooi[4]
- Meester-in-de-doptoernooi[5]
- Jeugdschaaktoernooien, persoonlijk en in teamverband voor plaatsing voor het Nederlands Kampioenschap jeugdschaken
- Basisscholentoernooi van de gemeente Leiden[6]

De schaakclub bevindt zich in Buurthuis Op Eigen Wieken en wordt geleid door vrijwilligers.

## Bekende (oud-)OEW'ers
- Grootmeester Jan Smeets
- Grootmeester Erik van den Doel
- Grootmeester David Klein
- Internationaal Meester Jop Delemarre
- Internationaal Meester Thomas Willemze
- Internationaal Meester Stefan van Blitterswijk